# Tuberculina

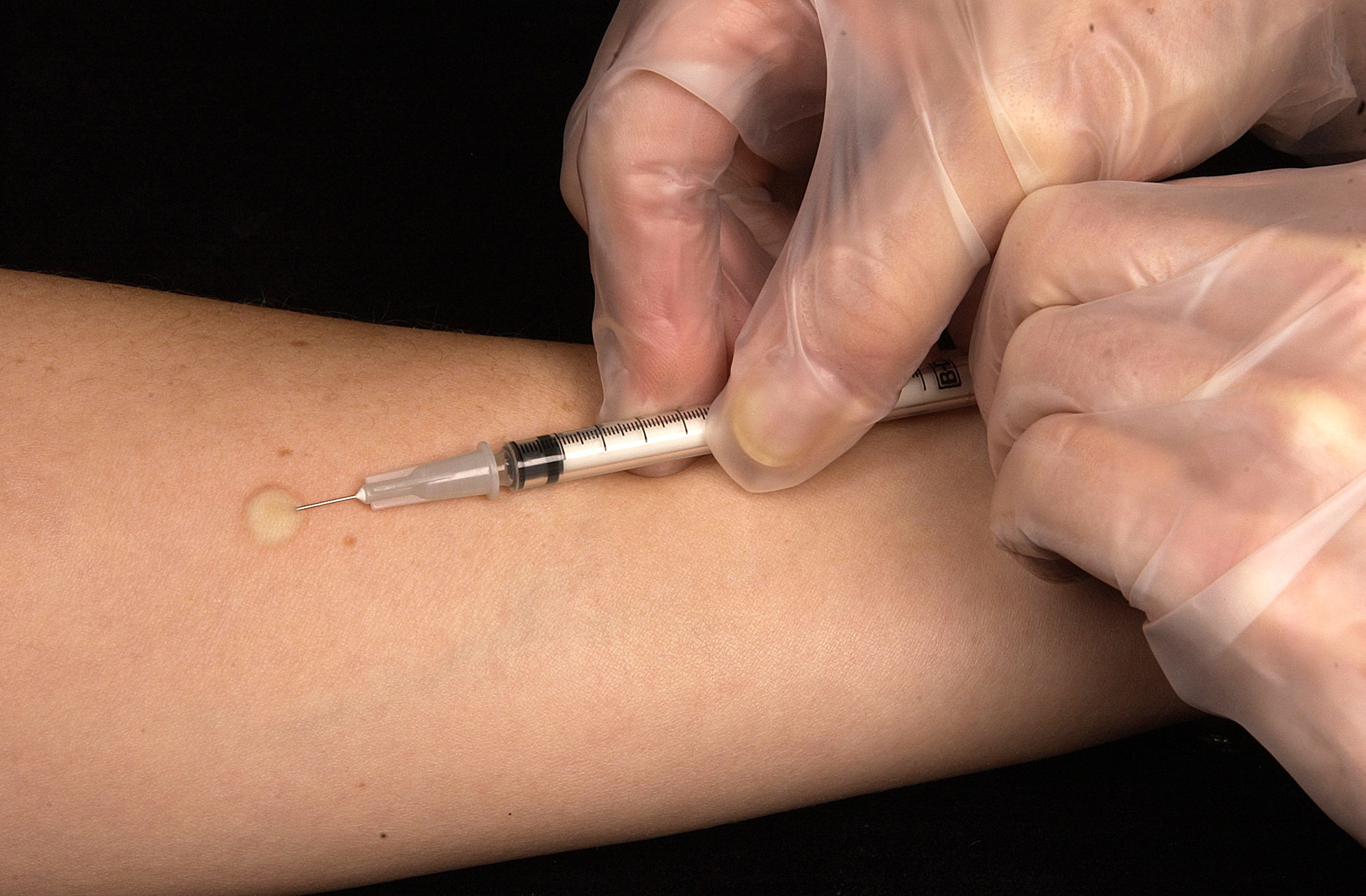
Este técnico está en el proceso de colocar correctamente una prueba cutánea de tuberculina Mantoux en el antebrazo del receptor.

Se conoce con el nombre de tuberculina a un extracto proteico obtenido de Mycobacterium tuberculosis. Se utiliza para inyectarlo en la piel con el fin de diagnosticar si existe infección tuberculosa. El examen médico en el que se inyecta la tuberculina en la piel se llama prueba de Mantoux.
Existen diferentes tipos de tuberculina, siendo el más utilizado el PPD, siglas en inglés de Purified Protein Derivative (derivado proteico purificado). Su composición es una mezcla de antígenos presentes en la bacteria que causa la tuberculosis (Mycobacterium tuberculosis), obtenidos a través de cultivo microbiológico. La tuberculina está incluida en la lista de medicamentos esenciales de la Organización Mundial de la Salud. El resultado positivo de la prueba de tuberculina se obtiene cuando se produce una reacción inflamatoria superior al nivel establecido en las pautas protocolizadas. Una prueba cutánea positiva indica solo que en algún momento anterior la bacteria que causa la tuberculosis ha entrado en contacto con el organismo. No indica por tanto que existe enfermedad tuberculosa, como algunos creen. Los pacientes a los que la prueba de tuberculina les da positivo, deben, sin embargo, ponerse en contacto con su médico para que aplique el protocolo establecido, que generalmente consiste en realizar una radiografía de tórax y en algunas ocasiones practicar baciloscopia o cultivo de esputo.